# Oreille de crisse
Les oreilles de crisse ou oreilles de Christ, est un plat de la cuisine québécoise traditionnelle, constitué de morceaux de lard de cochon salés et grillés dans une poêle ou frits dans l'huile. Les oreilles de crisse sont surtout servies lors de repas traditionnels, notamment à la cabane à sucre, durant le temps des sucres, différents carnavals et les repas du temps des fêtes.

## Origine de l'expression
L'origine de l'expression est mystérieuse, mais il semblerait qu'elle proviendrait de la rivière Saint-Maurice, où tout commença dans un camp de bûcherons. Il y aurait eu un homme avec un caractère bagarreur qui, à la suite de nombreuses confrontations, avait une oreille en chou-fleur. Cette ressemblance entre l'oreille de l'homme et le lard frit inspira une blague du cuisinier qui en préparait justement pour ses invités et s'écria : « Qui veut des oreilles du grand Christ ? » De là viendrait l'appellation « oreille de crisse/Christ,, ». Il se peut aussi que ce soit tout simplement le résultat de la ressemblance des croustilles avec une oreille.

## Terminologie

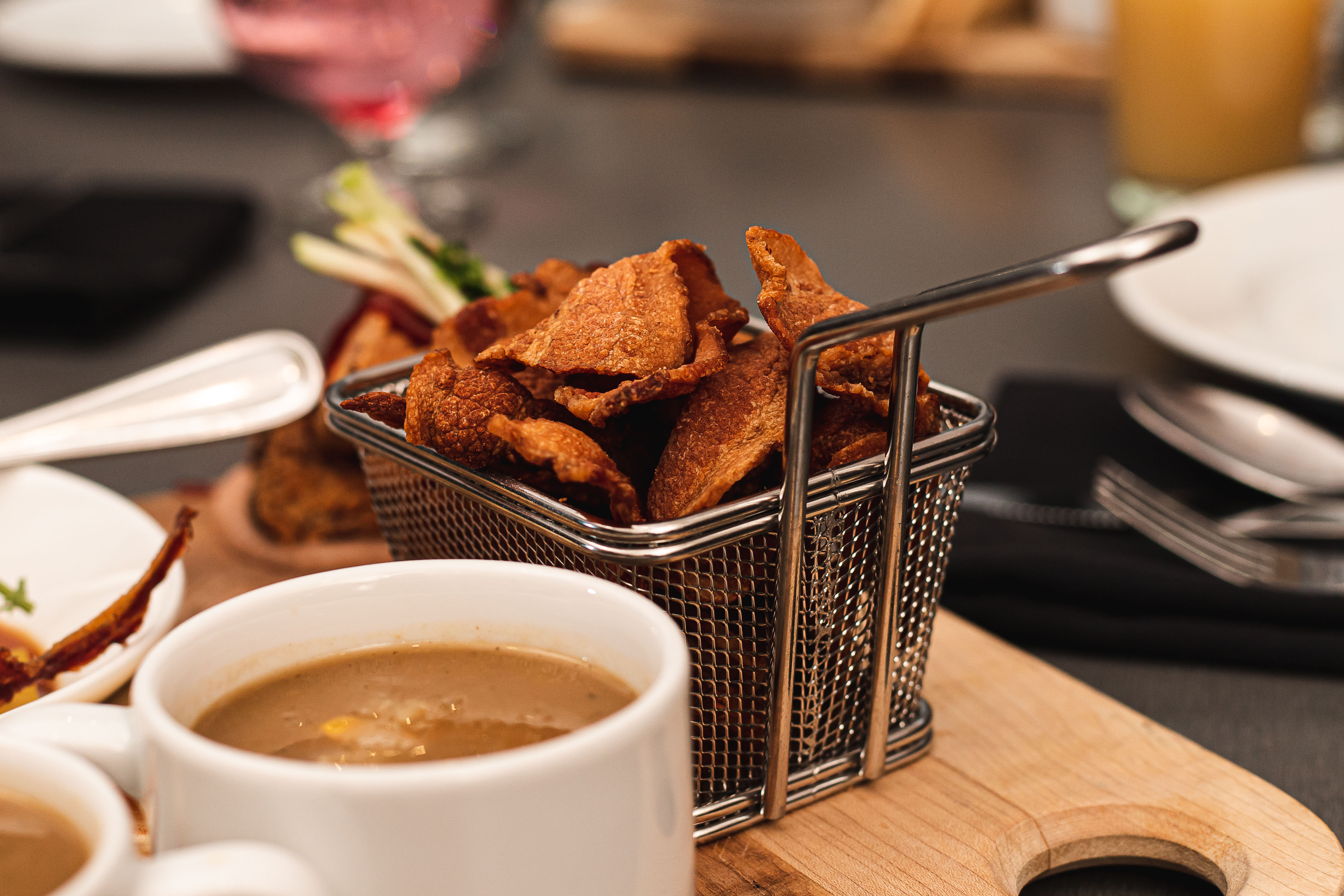
Oreilles de Crisse

Le terme « oreilles-de-Christ » est utilisé autant dans le langage courant que dans les journaux et les menus de restaurants du Québec. « Oreilles de crisse », avec ou sans trait d'union, constitue une forme atténuée. L'origine de cette appellation désignant des tranches de lard grillées et tordues par la cuisson provient des surnoms ironiques voire injurieux que donnaient les travailleurs des chantiers forestiers œuvrant dans des environnements rudes à ce plat mangé régulièrement; « l’ajout d'un élément religieux, avant ou après le nom de l’objet, sert comme dans tout juron à intensifier l’expression » Le terme « oreilles-de-lard » est aussi utilisé, quoique moins couramment[réf. nécessaire].

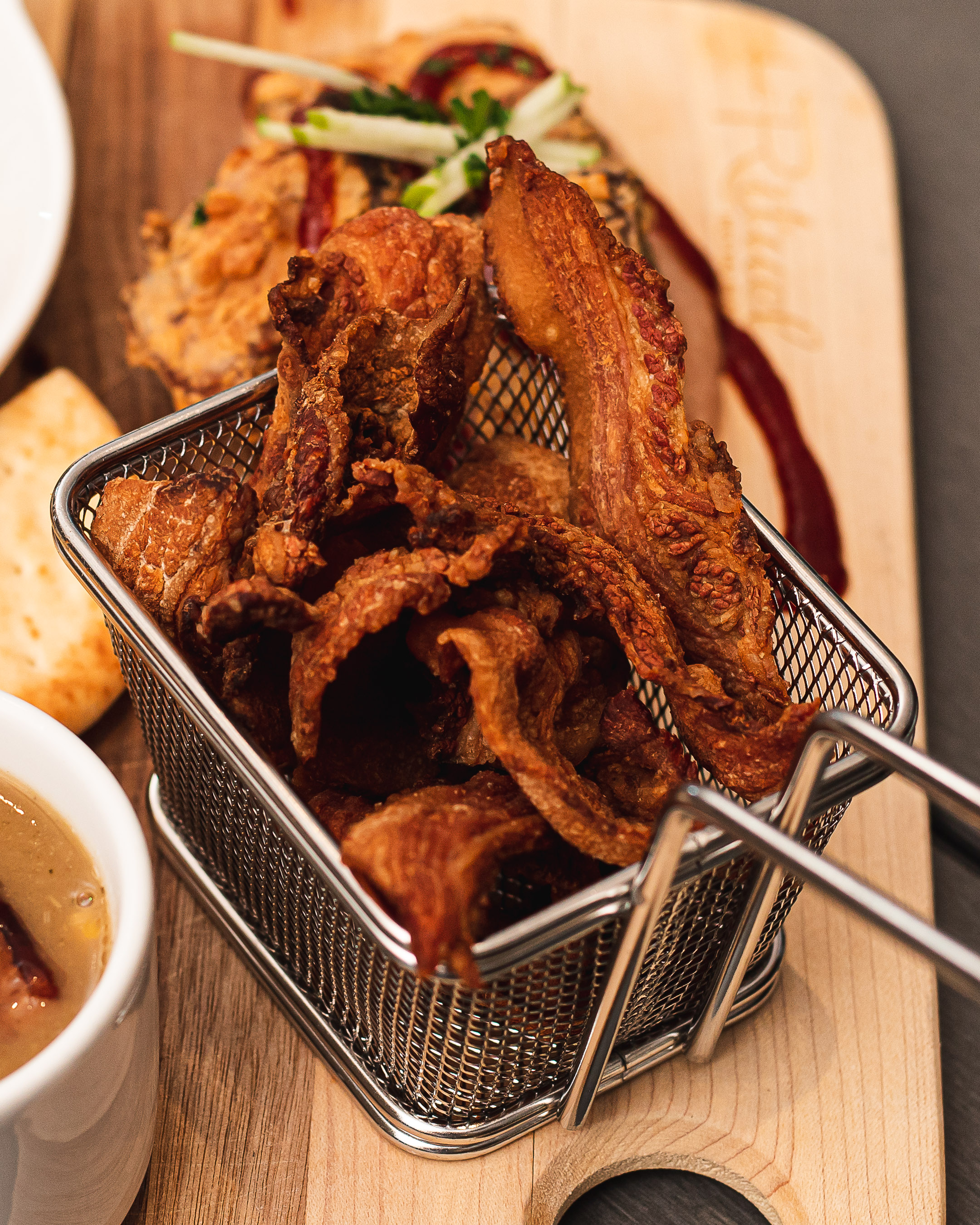
Oreilles de Crisse